# Люрекс

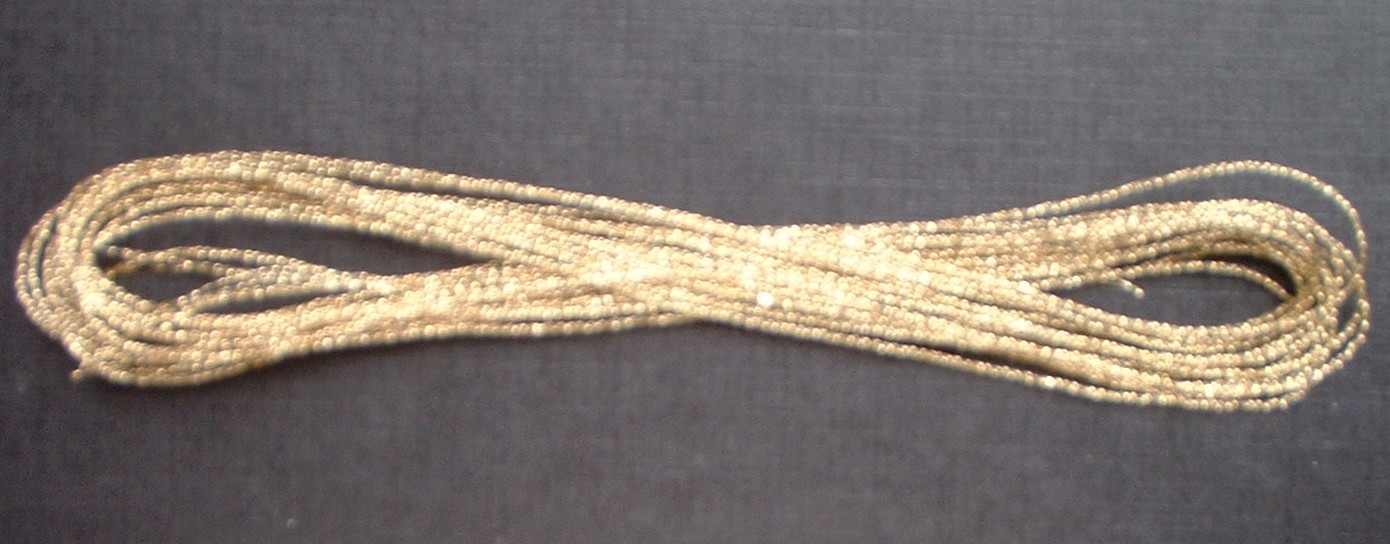

Лю́рекс (англ. lurex) — нить в виде узкой полоски блестящей (покрытой фольгой или металлизированной) плёнки, вплетаемая в ткань для её украшения.
Люрексом также называется сама ткань с использованием таких нитей.
Название Lurex является торговой маркой этой нити.
Слово «люрекс» отсутствует в английском языке как нарицательное: это название торговой марки и компании Lurex Company Limited, наладившей в 70-х годах прошлого века производство такой пряжи на основе нейлона и полиэстера — Lurex. За основу названия было взято английское lure — «соблазн; привлекательность».
Используется люрекс в декоративных целях, в качестве составного элемента ткани или пряжи. Самостоятельно люрекс не применяется из-за своей жёсткости и малой прочности.
Производство люрекса налажено в США, Японии, Италии и других странах.
Волокна для люрекса получают из алюминиевой, латунной, медной, или никелевой фольги. Металлические нити затем покрывают с двух сторон защитной плёнкой эмульсией. После чего их разрезают на полоски. Для получения различных других цветов фольга предварительно окрашивается пигментами и покрывается защитной плёнкой.
В последнее время при производстве люрекса всё чаще начали использоваться нити из химической плёнки, покрываемой цветным клеем. Этим достигается увеличение разнообразия цветов и повышается прочность продукта.
Многие модные дома, как то Louis Vuitton, Oscar de La Renta, Gucci, Max Mara, Diane Von Furstenberg, Salvatore Ferragamo часто демонстрируют в своих коллекциях модели одежды с использованием люрекса.
В любительском рыболовстве, а также в рыболовном спорте, в первую очередь в нахлысте и ловле на сухую или мокрую мушку, люрекс используется для придания более ярких и, по мнению рыболовов, более соблазнительных для рыбы цветов и бликов. Например при вязании мушек для нахлыста, тенкары или сибирских способов ловли хариуса, люрекс добавляется к "телу" связанной мушки-приманки, в меховую опушку крючков блёсен, целыми прядями в опушку стримеров для ловли хищной рыбы и т.д.